# Cannibal ferox
Cannibal ferox és una pel·lícula de terror italiana escrita i dirigida per Umberto Lenzi. És comparada amb la pel·lícula Holocaust caníbal a causa de les similituds que presenten. Totes dues pel·lícules tenen una història similar, missatges similars (els quals són expressats de forma directa en aquesta), i contingut (especialment el relacionat amb les morts). Va tenir forces problemes amb la censura, i fins i tot fou prohibida a 31 països.

## Trama
Gloria Davis viatja a l'Amazones al costat del seu germà Rudy i la seva amiga Pat, per a refutar l'article d'una revista que assegurava l'existència de canibalisme en un llogaret anomenat Manioca. Segons Gloria, el canibalisme havia estat un invent dels conqueridors per a justificar els seus assassinats. En la selva es troben amb Mike Logan i el seu company Joe. Mike els conta que van ser atacats per membres d'aquest llogaret, i que el seu guia portuguès va ser mutilat pels indígenes.
En arribar al llogaret, els joves la troben gairebé buida, a excepció d'alguns indígenes que se senten atemorits amb la seva presència. Joe, que estava agonitzant, li confessa a Gloria i Rudy que Mike en realitat estava a la recerca de maragdes, i que ell hauria mutilat al seu guia enfront dels vilatans.
Els indígenes atrapen als protagonistes i els torturen, com a venjança pels assassinats de Mike. L'única supervivent és Gloria, que torna a Nova York per a rebre el seu doctorat després de la recerca. No obstant això, no revela la mort dels seus amics, inventant un accident del qual ella hauria escapat.

## Repartiment
- Giovanni Lombardo Radice: Mike Logan (John Morghen)
- Lorraine De Selle: Gloria Davis
- Robert Kerman: Tinent Rizzo
- Danilo Mattei: Rudy Davis (Bryan Redford)
- Zora Kerova: Pat Johnson (Zora Kerowa)
- Walter Lucchini: Joe Costolani (Walter Lloyd)

## Curiositats
- Umberto Lenzi també va dirigir altres pel·lícules similars, com Il paese del sesso selvaggio i Mangiati vivi!.[2]
- Robert Kerman va actuar a més en les pel·lícules Holocaust caníbal i Eaten Alive.
- Perry Pirkanen també va actuar en la pel·lícula de Ruggero Deodato Cannibal Holocaust (Holocaust caníbal).